# (31577) 1999 FO27
1999 FO27 (asteroide 31577) é um asteroide da cintura principal. Possui uma excentricidade de 0.00370080 e uma inclinação de 14.33650º.
Este asteroide foi descoberto no dia 19 de março de 1999 por LINEAR em Socorro.